# Поч, Эйжен Антонович
Эйжен Антонович Поч (латыш. Eižens Počs; род. 1939) — советский, латвийский государственный деятель, дипломат.
Член КПСС. На дипломатической работе с 1970 года. Был первым секретарём Посольства СССР в США, генеральным консулом СССР в Индонезии.
В 1989—1990 годах — министр иностранных дел Латвийской ССР.
С 14 августа 1990 по 31 декабря 1992 года — чрезвычайный и полномочный посол СССР, затем Российской Федерации (с 1991) в Замбии.

#### Публикации
- На стыке эпох: Откровения дипломата / Эйжен Поч. — [б. м.]: Издательские решения, 2025. — 228 с. — ISBN 978-5-0067-3593-4